# جولیان پولرزبک
جولیان پولرزبک (انگلیسی: Julian Pollersbeck؛ زادهٔ ۱۶ اوت ۱۹۹۴) بازیکن فوتبال اهل آلمان است.
از باشگاه‌هایی که در آن بازی کرده‌است می‌توان به باشگاه فوتبال کایزرسلاوترن و باشگاه فوتبال هامبورگ اشاره کرد.
وی همچنین در تیم ملی فوتبال زیر ۲۱ سال آلمان بازی کرده‌است.